# Espaldeira

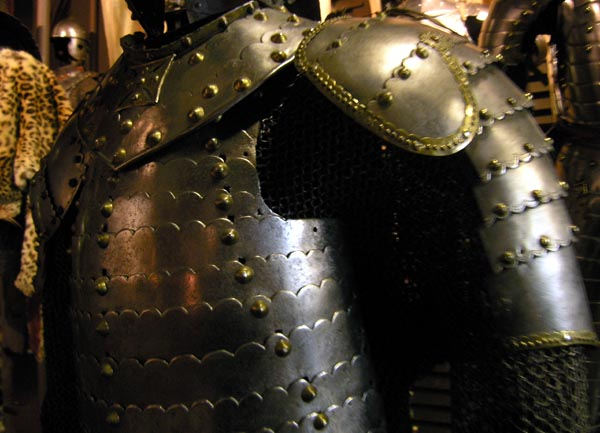
Espaldeira.

Espaldeira (também conhecida por brafoneira ou rebraço) é a parte da armadura que protege o ombro, ou num sentido mais abrangente, a parte da armadura que vai do ombro à manopla. O termo parece derivar do francês espaulier e remonta ao início do século XIV.
Embora exemplares deste período histórico não tenham sobrevivido até os dias atuais, e as fontes iconográficas não sejam fiáveis, é extremamente provável que as primeiras espaldeiras tenham sido feitas de cuir bouille (couro endurecido), e não de metal, como usualmente se pensa. Mais tarde as espaldeiras evoluiram e passaram a ser compostas por chapas de ferro que eram anexadas às cotas de malha.
Crê-se que as espaldeiras foram desenvolvidas a partir dos gibões, coletes para proteção do corpo, quando placas de metal começaram a ser afixadas na parte superior dos mesmos durante o séc. XIV.
Tal peça foi bastante utilizada ao longo do séc. XV, e era um costume de freires  de ordens religiosas  trazerem na espaldeira, pintada, a cruz que identificava as suas ordens.